# Era da Grande Unificação
A Era da Grande Unificação ou Era da Teoria da Grande Unificação foi o período entre 10−43 segundos e 10−35 segundos após o big bang. Durante essa era, matéria e energia eram completamente intercambiáveis, e três das interações (forças) fundamentais da natureza — o eletromagnetismo, a interação forte e a interação fraca — estavam unificadas. A temperatura do universo era comparável às temperaturas características das grandes teorias unificadas. Se a grande energia de unificação for tomada de 1015 GeV, isso corresponde a temperaturas superiores a 1027 K. A gravidade se separou da força unificada no final da era de Planck (início da era da grande unificação). Durante a grande época de unificação, as características físicas, como massa, carga, sabor e carga de cor, não tinham sentido.
No final da grande época de unificação ocorreram vários eventos-chave. A força forte se separou das outras forças fundamentais. A temperatura caiu abaixo do limiar em que os bósons X e Y podiam ser criados e os bósons restantes X e Y decaíssem. É possível que parte desse processo de decaimento violasse a conservação do número de bárions e deu origem a um pequeno excesso de matéria em relação à antimatéria (ver bariogênese). Esta fase de transição também deve ter desencadeado o processo de inflação cósmica que dominou o desenvolvimento do universo durante as seguintes fases, era eletrofraca e era inflacionária.